# オルフェオ・バロック管弦楽団
オルフェオ・バロック管弦楽団（L'Orfeo Barockorchester）はオーストリアのリンツに本拠地をおく古楽器オーケストラ。

## 概要
1996年、（演劇・音楽・舞踏のための）アントン・ブルックナー私立大学にヴァイオリン奏者のミヒ・ガイグと管楽器奏者のカリン・ヴァン・ヘールデンによって設立された。コンサートおよびCDへの録音を活発に行ない、各種の音楽賞を獲得するなど、ヨーロッパで広く注目を集めている。音楽監督はミヒ・ガイグ。
レパートリーはバロック音楽の有名曲を取り上げるとともに、無名曲を数多く発掘し、ラモー、ルベルなどフランスの管弦楽組曲から、ホルツバウアーなどシュトゥルム・ウント・ドラングの交響曲、シューベルトなど初期ロマン派音楽も取り上げている。オペラ演奏の機会も多数あり、モーツァルト、グルック、テレマン、ハイドン、ベンダ、ロッシーニなどを上演している。

## ディスコグラフィ
- ヴァーゲンザイル 交響曲集、cpo。
- アウフシュナイター セレナーデ Op.2、cpo。
- ホルツバウアー 交響曲集、cpo。
- J.C.バッハ 宗教作品集、cpo。
- フィルツ 交響曲集、cpo。
- モーツァルト テナーのためのコンサート・アリア集、cpo。
- レオポルト・モーツァルト 交響曲集、cpo。
- テレマン バイオリン協奏曲全集、No.1,2,4、cpo。
- ミスリヴェチェク 交響曲集・序曲集、cpo。
- ベートーヴェン 田園舞曲集・ドイツ舞曲集・メヌエット集、cpo。
- フィッシャー 「春の知らせ」 Op.1、cpo。
- ルベル 四大元素、他、Phoenix Edition。
- テレマン 3つのオーケストラ組曲、cpo。
- フランツ・ヨーゼフ・ハイドン 恋人のためのアリア集、deutsche harmonia mundi（＝dhm）。
- ミスリヴェチェク 管楽八重奏曲・管楽五重奏曲全集、cpo。
- ハイドン 歌劇「無人島」、dhm。
- テレマン 歌劇「オルフェウス」、dhm。
- グルック 交響曲集、cpo。
- ラモー 「イッポリトとアリシー」組曲ほか、Crystal Classic / Delta Music。
- シューベルト 交響曲第5番ほか、dhm / Sony。
- テレマン 歌劇アリア、世俗カンタータほか、dhm / Sony。
- モーツァルト オラトリオ「開放されたベトゥーリア」、Challenge Classics。
- テレマン 歌劇「ミリウェイズ」、TVWV: 21:24、cpo。

## 上演したオペラ
- テレマン 「ミリウェイズ」
- モーツァルト 「開放されたベトゥーリア」（オラトリオ）
- グルック 「オルフェウスとエウリディケ」
- ロッシーニ 「結婚手形」
- テレマン 「オルフェウス」
- ロッシーニ 「絹のはしご」
- ハイドン 「無人島」
- ロッシーニ 「ブルスキーノ氏」
- ゲオルク・ベンダ 「ロメオとジュリエット」
- モーツァルト 「ツァイーデ」
- テレマン 「ドン・キホーテ」
- イグナーツ・ホルツバウアー 「森林の息子」